# Jedi (движок)
Jedi Engine — игровой движок, разработанный компанией LucasArts. Использовался в двух играх студии: Star Wars: Dark Forces и Outlaws.

## История
Разработка движка была начата американским программистом Рэем Греско в начале 1990-х годов. На тот момент он работал в LucasArts.
Впервые движок был использован в игре Star Wars: Dark Forces — шутере от первого лица, выпущенном в марте 1995 года.
7 апреля 1997 года вышла игра Outlaws, ставшая второй и последней игрой на движке.
Впоследствии идеи движка получили развитие в Sith Engine, который был использован в игре Star Wars Jedi Knight: Dark Forces II, а также её сюжетном дополнении под названием Star Wars: Jedi Knight: Mysteries of the Sith.
В декабре 2022 года был выпущен The Force Engine, который является значительно усовершенствованной версией Jedi Engine. Он разрабатывался энтузиастами с 2019 года, с целью поддержки современных операционных систем.

## Технические характеристики
В играх, созданных на Jedi Engine, можно было приседать, прыгать, а также смотреть на окружение по вертикали.
Его отличительной особенностью от конкурентов было то, что движок позволял создавать комнаты над другими комнатами на уровне.
В движке имелась система эффектов, позволяющая создавать дым или туман.
Также в движок была интегрирована iMUSE — интерактивная музыкальная система, которая синхронизирует музыку с происходящим в игре.